# Federated Auto Parts 400
| Provas NASCAR - Monster Energy Cup 2019                               |
| Temporada Regular                                                     |
| --------------------------------------------------------------------- |
| Advance Auto Parts Clash (Daytona - Corrida de Exibição)              |
| Can-Am Duels (Daytona - Duelos Classificatórios para a Daytona 500)   |
| 1. Daytona 500 (Daytona)                                              |
| 2. Folds of Honor QuikTrip 500 (Atlanta)                              |
| 3. Pennzoil 400 (Las Vegas) (Las Vegas)                               |
| 4. TicketGuardian 500 (Phoenix)                                       |
| 5. Auto Club 400 (Auto Club)                                          |
| 6. STP 500 (Martinsville)                                             |
| 7. O'Reilly Auto Parts 500 (Texas)                                    |
| 8. Food City 500 (Bristol)                                            |
| 9. Toyota Owners 400 (Richmond)                                       |
| 10. GEICO 500 (Talladega)                                             |
| 11. AAA 400 Drive for Autism (Dover)                                  |
| 12. KC Masterpiece 400 (Kansas)                                       |
| Monster Energy Open (Charlotte - Repescagem para a Corrida do Milhão) |
| Monster Energy NASCAR All-Star Race (Charlotte - Corrida do Milhão)   |
| 13. Coca-Cola 600 (Charlotte)                                         |
| 14. Pocono 400 (Pocono)                                               |
| 15. FireKeepers Casino 400 (Michigan)                                 |
| 16. Toyota/Save Mart 350 (Sonoma)                                     |
| 17. Camping World 400 (Chicagoland)                                   |
| 18. Coke Zero 400 (Daytona 2)                                         |
| 19. Quaker State 400 (Kentucky)                                       |
| 20. Foxwoods Resort Casino 301 (New Hampshire)                        |
| 21. Gander Outdoors 400 (Pocono 2)                                    |
| 22. Go Bowling at The Glen (Watkins Glen)                             |
| 23. Consumers Energy 400 (Michigan 2)                                 |
| 24. Bass Pro Shops NRA Night Race (Bristol 2)                         |
| 25. Bojangles' Southern 500 (Darlington)                              |
| 26. Brickyard 400 (Indianápolis)                                      |
| Provas dos Playoffs                                                   |
| Round of 16                                                           |
| 27. South Point 400 (Las Vegas 2)                                     |
| 28. Federated Auto Parts 400 (Richmond 2)                             |
| 29. Bank of America Roval 400 (Charlotte - Roval)                     |
| Round of 12                                                           |
| 30. Gander Outdoors 400 (Dover 2)                                     |
| 31. 1000Bulbs.com 500 (Talladega 2)                                   |
| 32. Hollywood Casino 400 (Kansas 2)                                   |
| Round of 8                                                            |
| 33. First Data 500 (Martinsville 2)                                   |
| 34. AAA Texas 500 (Texas)                                             |
| 35. Can-Am 500 (Phoenix 2)                                            |
| Championship 4                                                        |
| 36. Ford EcoBoost 400 (Homestead-Miami)                               |
| Provas inativas/extintas                                              |
| Alamo 500 (1972-73)                                                   |
| Budweiser 400 (1970-81)                                               |
| Budweiser NASCAR 400 (1979-81)                                        |
| Carolina Dodge Dealers 400(1952, 1957-2004)                           |
| Coca-Cola 500 (Motegi) (1998)                                         |
| Coors 420 (1973-84)                                                   |
| First Union 400 (1951-85)                                             |
| ISM Connect 300 (1997-2017)                                           |
| Kobalt Tools 500 (1960-2010)                                          |
| Los Angeles Times 500 (1971-72, 1974-80)                              |
| Music City USA 420 (1973-80)                                          |
| Myers Brothers 200 (1962)                                             |
| Northern 300 (1958-59, 1967-72)                                       |
| Pepsi 420 (1958-84)                                                   |
| Pepsi Max 400 (2004-2010)                                             |
| Pop Secret Microwave Popcorn 400 (1965-2003)                          |
| Subway 400 (1966-2004)                                                |
| NASCAR Thunder 100 (1996-97)                                          |
| Tyson Holly Farms 400 (1949-96)                                       |
| Winston Western 500 (1958-87)                                         |

Federated Auto Parts 400 é a segunda de duas provas realizadas no Richmond International Raceway pela Monster Energy NASCAR Cup Series. Por algum tempo foi a prova que encerrava a temporada regular da categoria, sendo a última prova antes do início dos Playoffs, isso mudou em 2018 quando passou a ser a segunda prova da Primeira Fase do Playoff da NASCAR.

## Vencedores
- 2018 - Kyle Busch
- 2017 - Kyle Larson
- 2016 - Denny Hamlin
- 2015 - Matt Kenseth
- 2014 - Brad Keselowski
- 2013 - Carl Edwards
- 2012 - Clint Bowyer
- 2011 - Kevin Harvick
- 2010 - Denny Hamlin
- 2009 - Denny Hamlin
- 2008 - Jimmie Johnson
- 2007 - Jimmie Johnson
- 2006 - Kevin Harvick
- 2005 - Kurt Busch
- 2004 - Jeremy Mayfield
- 2003 - Ryan Newman
- 2002 - Matt Kenseth
- 2001 - Ricky Rudd
- 2000 - Jeff Gordon
- 1999 - Tony Stewart
- 1998 - Jeff Burton
- 1997 - Dale Jarrett
- 1996 - Ernie Irvan
- 1995 - Rusty Wallace
- 1994 - Terry Labonte
- 1993 - Rusty Wallace
- 1992 - Rusty Wallace
- 1991 - Harry Gant
- 1990 - Dale Earnhardt
- 1989 - Rusty Wallace
- 1988 - Davey Allison
- 1987 - Dale Earnhardt
- 1986 - Tim Richmond
- 1985 - Darrell Waltrip
- 1984 - Darrell Waltrip
- 1983 - Bobby Allison
- 1982 - Bobby Allison
- 1981 - Benny Parsons
- 1980 - Bobby Allison
- 1979 - Bobby Allison
- 1978 - Darrell Waltrip
- 1977 - Neil Bonnett
- 1976 - Cale Yarborough
- 1975 - Darrell Waltrip
- 1974 - Richard Petty
- 1973 - Richard Petty
- 1972 - Richard Petty
- 1971 - Richard Petty
- 1970 - Richard Petty
- 1969 - Bobby Allison
- 1968 - Richard Petty
- 1967 - Richard Petty
- 1966 - David Pearson
- 1965 - David Pearson
- 1964 - Cotton Owens
- 1963 - Ned Jarrett
- 1962 - Joe Weatherly
- 1961 - Joe Weatherly
- 1960 - Speedy Thompson
- 1959 - Cotton Owens